# イワウチワ属
イワウチワ属（イワウチワぞく、学名：Shortia 、和名漢字表記：岩団扇属）はイワウメ科の属の一つ。
新しいAPG植物分類体系ではツツジ目イワウメ科に含める。

## 特徴
常緑の多年草。茎は細く、地をはって、葉が枝先に束生する。葉に長い葉柄があり、葉身は革質で広円形または広楕円形で、縁に先の鈍い鋸歯がある。花は葉腋から細長い花茎を伸ばし、その先に1個つく。花の基部に2-3個の披針形の苞がある。萼片は5個あり、裂片は卵形になる。花冠は広鐘形になり、先が5裂し、各裂片の縁がさらに細かく裂ける。雄蕊は5個あり、花糸は花冠裂片と互生の位置にある。花冠裂片と対生の位置に5個の仮雄蕊があるものとないものがある。子房は球形で3室ある。果実は蒴果で球形になり、種子は長楕円形で小さく、種子の両端に翼がない。

## 分布
世界に4種ある。日本の奄美大島から台湾にかけて1種、中国大陸雲南省に1種、北アメリカに1種が分布し、日本の本州にはイワウチワ（広義）が分布する。

## 種
- Shortia galacifolia Torr. & A. Gray – 北アメリカに分布する[4]。
- シマイワウチワ Shortia rotundifolia (Maxim.) Makino[5] - 日本の奄美大島・琉球諸島、台湾に分布する[1][6]。日本の環境省の準絶滅危惧(NT)に選定されている[7]。また、奄美大島に固有のものを変種、アマミイワウチワ Shortia rotundifolia (Maxim.) Makino var. amamiana Ohwi[8]と分類し、同変種は、日本の環境省の絶滅危惧IA類(CR)に選定されている[7]。
- Shortia sinensis Hemsl. - 中国雲南省南東部に分布する[9]。
- イワウチワ（広義） Shortia uniflora (Maxim.) Maxim.[10] - 日本の本州の東北地方から中国地方東部に分布する。地域によって葉の形が違い、東北地方に分布するオオイワウチワ、関東地方に分布するイワウチワ（コイワウチワ）、北陸地方から近畿地方にかけた日本海側に分布するトクワカソウの3変種として分ける場合があるが、区別できない個体も多い[1]。

## ギャラリー
- Shortia galacifolia